# Condado de Hayes
El condado de Hayes (en inglés: Hayes County), fundado en 1877 que recibe su nombre en honor al presidente Rutherford B. Hayes, es un condado del estado estadounidense de Nebraska. En el año 2000 tenía una población de 1.068 habitantes con una densidad de población de una persona por km². La sede del condado es Hayes Center.

## Geografía
Según la oficina del censo el condado tiene una superficie total de 1847 km² (713,1 mi²), de los que todos son tierra.

### Condados adyacentes
- Condado de Frontier - este
- Condado de Hitchcock - sur
- Condado de Dundy - suroeste
- Condado de Chase - oeste
- Condado de Perkins - noreste
- Condado de Lincoln - norte

## Demografía
Según el 2000 la renta per cápita media de los habitantes del condado era de 26.667 dólares y el ingreso medio de una familia era de 31.125 dólares. En el año 2000 los hombres tenían unos ingresos anuales 19.211 dólares frente a los 16.806 dólares que percibían las mujeres. El ingreso por habitante era de 14.099 dólares y alrededor de un 18,40% de la población estaba bajo el umbral de pobreza nacional.

## Ciudades y pueblos
La principal ciudad es Valentine aunque también existen los pueblos de
- Hamlet
- Hayes Center
- Palisade de modo parcial.